# Конституционная монархия
Конституцио́нная, парла́ментская, или демократи́ческая мона́рхия — монархия, при которой власть монарха ограничена так, что в сфере государственной власти он не обладает верховными полномочиями.

## Правовая сущность
Правовые ограничения на власть монарха могут быть закреплены в высших законах государства либо в прецедентных решениях, вынесенных его верховными судебными инстанциями.
Конституционная монархия может быть формой правления, в которой монарх действует как беспартийный политический глава государства в соответствии с конституцией, будь то писаной или неписаной. Хотя большинство монархов могут обладать формальной властью, а правительство действует от имени монарха, монарх больше лично не устанавливает государственную политику или не выбирает главу правительства. Политолог Вернон Богданор определил конституционного монарха как «суверена, который царствует, но не правит».
В дополнение к качеству видимого символа национального единства конституционный монарх может обладать формальными полномочиями, такими как роспуск парламента или предоставление королевской санкции на принятие законодательства. Однако осуществление таких полномочий может в значительной степени осуществляться в строгом соответствии с письменными конституционными принципами или неписаными конституционными конвенциями, а не с какими-либо личными политическими предпочтениями, навязанными сувереном. При этом многие конституционные монархи по-прежнему сохраняют значительную власть или политическое влияние, например, через определённые резервные полномочия, которые также могут играть важную политическую роль. Две конституционные монархии — Малайзия и Камбоджа — являются выборными монархиями, в которых правителя периодически выбирает небольшая коллегия выборщиков.
Сильно ограниченные конституционные монархии писатели Герберт Уэллс и Гленн Патмор называли коронованными республиками.

## Виды конституционных монархий

### Дуалистическая монархия
Концепция полуконституционного (дуалисти́ческого) монарха определяет конституционные монархии, в которых монарх сохраняет существенный статус, схожий с президентом в президентской республике. В отличие от конституционных монархий, в которых монарх играет в основном церемониальную роль, также могут называться «парламентскими монархиями», чтобы отличать их от полуконституционных монархий.
В дуалистической монархии юридическим способом ограничения власти монарха является конституция, в которой проводится разграничение власти парламента, монарха и министерств, посредством обязанности монарха исполнять решения парламента. При этом министры ответственны только перед самим монархом, и им же назначаются или смещаются, а его указания обязательны к исполнению так же, как и одобренные парламентом законы. В таких государствах обязанность монарха подчиняться парламенту в законодательной сфере обеспечивается правом парламента вотировать бюджет.
Дуалистические монархии:
- Кувейт
- Лихтенштейн
- Монако
- Иордания
- Марокко
- Эсватини
- Бутан

### Парламентская монархия
Обычно в парламентской монархии правительство образуется большинством в парламенте и ответственно перед ним (см. Парламентаризм). Парламентская ответственность правительства — определяющий признак парламентской монархии. Несмотря на то, что назначение номинированных парламентом министров формально выполняется монархом, снятие министров с должности может инициироваться парламентскими вотумами недоверия. В государствах данного типа у монарха осталось очень мало реальной власти, и он играет преимущественно представительскую или церемониальную роль, но за монархом часто сохраняют функции, важные в области иностранной политики, а также в моменты кризисов и острых конфликтов между парламентскими партиями: окончательное утверждение законов и назначение чиновников — однако он может выполнять всё это лишь в согласии с волей народа, выражаемой парламентом. Монарх царствует, но не правит; он представляет своё государство на разных церемониях во внутренней политике и является символом своего государства.
Парламентские монархии:
- Австралия
- Андорра
- Антигуа и Барбуда
- Багамские Острова
- Белиз
- Бельгия
- Великобритания
- Гренада
- Дания
- Испания
- Камбоджа
- Канада
- Лесото
- Люксембург
- Малайзия
- Нидерланды
- Новая Зеландия
- Норвегия
- Папуа — Новая Гвинея
- Сент-Винсент и Гренадины
- Сент-Китс и Невис
- Сент-Люсия
- Соломоновы Острова
- Таиланд
- Тонга
- Тувалу
- Швеция
- Ямайка
- Япония